# Арсеній III Черноєвич
Арсеній III Черноєвич (слов'яно-сербськ. Арсенїй Чарноевичь; 1633, Чорногорія —  20 жовтня 1706, Відень) — Патріарх Сербії (1674—1690).

## Життєпис
Арсеній ІІІ Черноєвич народився у Баїцях, поблизу міста Цетине у Чорногорії.
Під час Австро-турецької війни (1663—1664) був наближений до Джордже Бранковича, який спираючись на покровительство князя Семигороду в Австрії, готував у Сербії повстання.
Разом з Бранковичем почав перемови з австрійським двором і підготував народ до збройної підтримки австрійських військ, якими у 1688 було взяте місто Белград; все християнське населення Сербії, Боснії та частини Албанії зустріло їх як своїх визволителів. Але результатами перемоги австрійці належним чином не скористалися, відступили із завойованих сербських територій. Леопольд І видав прокламацію, в якій оголосив, що всі незадоволені турецькою владою можуть селитися під його покровительством у Південній Угорщині, у пустельному краї на північ від Дунаю та Сави, які незадовго до цього відібрали у Туреччини.
1689 австрійці схопили Джордже Бранковича і відвезли до тюремної фортеці, щоби таким чином позбавити сербів енергійного вождя. Арсеній переселився до Угорщини і почав перемови про умови переселення з австрійським генералом Пікколоміні, що був на постої у Ниші. Він квапився з переговорами, тому що непокоївся, якщо австрійці замиряться з турками, то турецька зброя усією міццю повернеться проти сербів. Австрійська влада обіцяла повну свободу віросповідань, свободу від податків, право обирати собі воєвод та патріархів, управління за власними законами та звичаями, навзаєм серби обіцяли служити Австрії збройною запорукою проти Туреччини. Такі умови були утверджені та обнародувані Леопольдом І.
1690 почалося переселення на чолі із патріархом Сербії Арсенієм: до 40 тисяч родин залишили свої оселі у древній Расі що у Косово, біля підніжжя Шар-дака та інших найближчих до міста Печа місцевостей. Сербська Патріархія, що проіснувала у Печі до чотирьох століть, також була перенесена у австрійські кордони, і патріарший престол був заснований спочатку у монастирі Крушедоле, потім перенесений в місто Сремські-Карловці. Відтоді починається існування так званої Сербської воєводини та сербського патріархату в Південній Угорщині. Австрія свої обіцянки не виконувала. Сербська воєводина залишалася без воєводи, австрійське керівництво не звільняло Бранковича, якого обрали воєводою. Не допомагали постійні клопотання Арсенія, в яких він прохав звільнити Бранковича, він так і помер в ув'язненні.
Арсеній III Черноєвич помер в австрійській столиці, марно намагаючись вибороти у Йосифа І (імператора Римської імперії) обіцяну для сербів свободу віросповідування та признання за сербами інших прав, затверджених ще батьком Йосифа І — Леопольдом..

## Події після смерті Арсенія
Після смерті Арсенія керівництво не допустило обрання нового сербського патріарха, і новий патріарший престол сербів у Австрії займали митрополити до 1848, у Печі був знову обраний патріарх, тому що влада патріарха, що жив у Австрії, не могла розповсюдитися на сербів, що належали Туреччині.
Печські патріархи проіснували до 1763, коли серби через константинопольського патріарха були у підпорядкуванні фанаріотської єпархії, після чого був скасований сербський патріархат.
1692 біля Слан-Камена серби під проводом вождя Монастирлія здобули перемогу над Великим Візиром, у 1694 у Ченея, а у 1704 практично на самоті відстояли владу австрійського імператора в Угорщині при загальному повстанні, яке підтримувала Франція, на чолі із Ракоцці. Але австрійською владою всі ці досягнення не були відзначені, утиски православних тривали. Серби переселилися до Угорщини, їх місце зайняли албанці мусульмани, центр давньої сербської держави перетворився на пустелю. До цього переселення сербський народ складав щільну масу від Дунаю до високого Шар-дага та Адріатичного моря, Арсеній же частину цього народу перевів на північний бік Дунаю, де він асимілювався між мадярами та валахами.